# FC Lviv

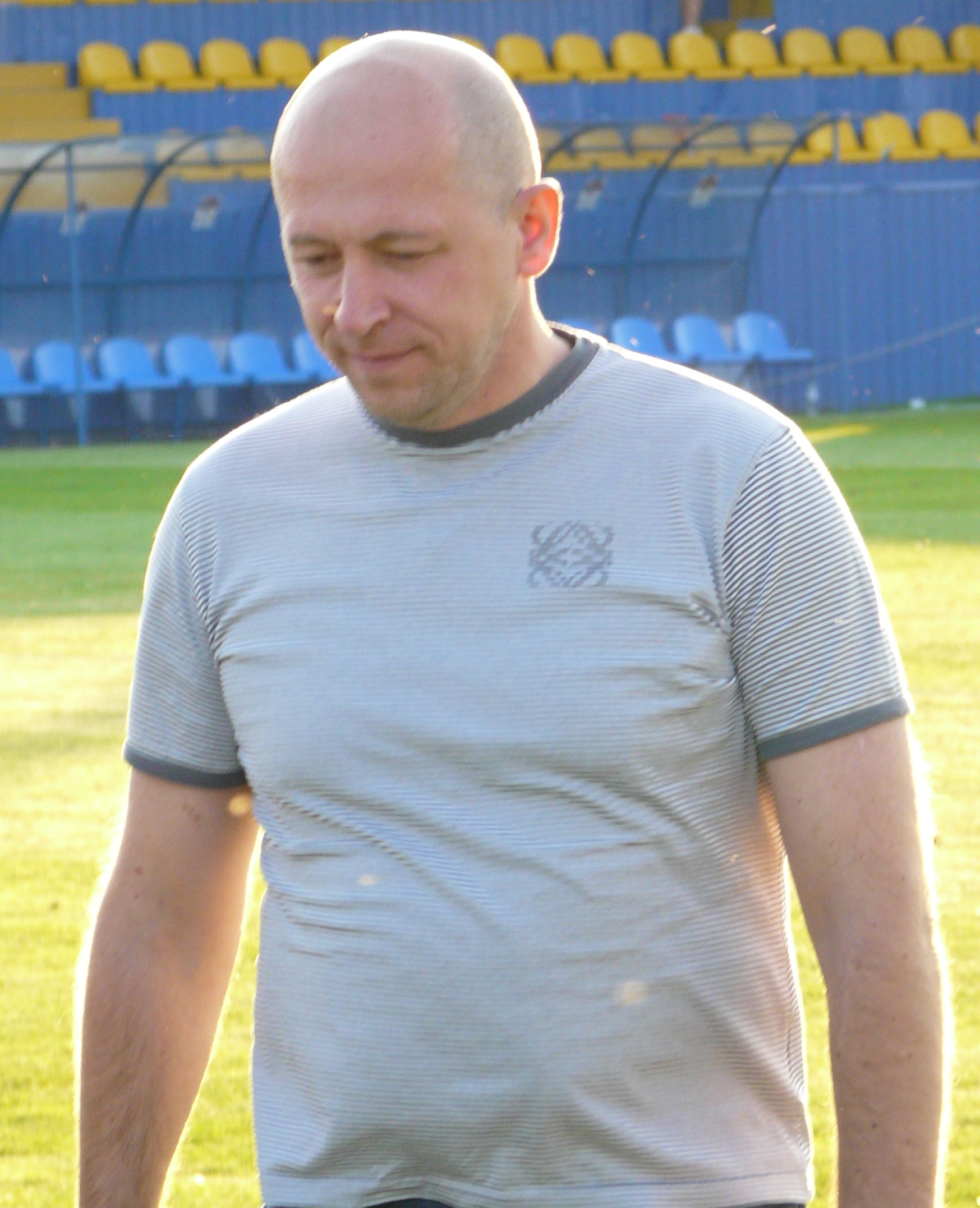
Yuriy Kindzerskyi fue el primer presidente que tuvo el club (2006-2009).

El FC Lviv (en ucraniano: ФК «Львів») es un club de fútbol con sede en la ciudad de Leópolis, Ucrania que actualmente compite en la Primera Liga de Ucrania.

## Historia
Desde 1992 a 2001 existió otro club en Lviv con el mismo nombre. Inicialmente como equipo aficionado, El FC Lviv subió de categoría varias veces en Ucrania hasta llegar a la segunda división, cuando fue comprado por el FC Karpaty Lviv, renombrado y convertido en su equipo de reservas, el FC Karpaty-2 Lviv.
El FC Lviv moderno no tiene ninguna relación con el club que existió desde 1992 hasta 2001. FC Lviv fue fundado en 2006 y reemplazó al FC Hazovyk-Skala Stryi, que se declaró en bancarrota que también representaba al Óblast de Lviv, en la segunda división ucraniana.
En su temporada de debut, FC Lviv alcanzó el puesto 11º y anotó 45 goles. Al comenzar la siguiente temporada, a principios de 2007, el club se mudó a su nuevo estadio, el Kniazha Arena en Dobromyl, al oeste de Sambir. El anterior estadio donde jugaba partidos de local era el Estadio SKA en Lviv, el cual había sido observado por la Federación de Fútbol de Ucrania.
En mayo de 2018 logra el ascenso a la Liga Premier de Ucrania.

## Palmarés

### Torneos nacionales
- Persha Liha: 2007/08 Subcampeones